# Gustaf Örn (1816–1905)
Anders Gustaf Örn, född 22 november 1816 i Stora Tuna församling i Kopparbergs län, död 12 april 1905 i Linköpings församling i Östergötlands län, var en svensk militär.

## Biografi
Örn avlade officersexamen vid Kungliga Krigsakademien 1834 och utnämndes samma år till fänrik vid Dalregementet. Han avlade examen vid Högre artilleriläroverket på Marieberg 1844. Han blev kapten vid Dalregementet 1853. År 1859 befordrades han till major och var 1859–1865 lärare vid Krigsakademien. Från 1864 tjänstgjorde han vid Första livgrenadjärregementet och befordrades 1866 till överstelöjtnant. År 1871 befordrades han till överste och var 1871–1879 sekundchef för regementet.
Gustaf Örn invaldes 1862 som ledamot av Kungliga Krigsvetenskapsakademien. Han blev riddare av Svärdsorden 1862 och kommendör av första klassen av samma orden 1880. Örn var ledamot av Linköpings stadsfullmäktige 1869–1897 och dess ordförande 1877–1887. Åren 1878–1893 var han ledamot av Östergötlands läns landsting.

### Familj
Gustaf Örn var son till Henric Örn. Han gifte sig 9 maj 1848 i Falun med Sofia Svedelius (1824–1900), dotter till grosshandlaren Anders Svedelius och Louise Charlotta von Schantz. De fick tillsammans barnen överstelöjtnanten Carl Axel Örn (född 1849), Louise Gustava Örn (1851–1852), Gustaf Henrik Örn (född 1852), Anders Eberhard Örn (född 1854), regementsläkaren Elis Leonard Örn och Sigrid Sophia Örn (född 1860).